# Дальневосточное книжное издательство
«Дальневосто́чное кни́жное изда́тельство» — советское государственное издательство. Основано в 1963 году во Владивостоке.

## История
Основано в 1963 году на базе «Приморского книжного издательства». Находилось в подчинении Государственному комитету Совета Министров РСФСР по печати. Имело отделение в Южно-Сахалинске, основанное на базе «Сахалинского книжного издательство», и отделение в Петропавловске-Камчатском, основанное на базе книжной редакции газеты «Камчатская правда».
Специализировалось на массово-политической, производственно-технической, сельскохозяйственной, художественной, детской, краеведческой и научно-популярной литературе. Выпускало книжные серии «Библиотека дальневосточного романа», «Орлёнок», «Молодая проза Дальнего Востока» и другие.
В 2010 году издательство стало федеральным государственным унитарным предприятием.
| Статистика по объёмам производства. 1979–1990 годы | Статистика по объёмам производства. 1979–1990 годы | Статистика по объёмам производства. 1979–1990 годы | Статистика по объёмам производства. 1979–1990 годы | Статистика по объёмам производства. 1979–1990 годы | Статистика по объёмам производства. 1979–1990 годы | Статистика по объёмам производства. 1979–1990 годы | Статистика по объёмам производства. 1979–1990 годы |
| —                                                  | 1979                                               | 1980                                               | 1982                                               | 1983                                               | 1984                                               | 1985                                               | 1990                                               |
| -------------------------------------------------- | -------------------------------------------------- | -------------------------------------------------- | -------------------------------------------------- | -------------------------------------------------- | -------------------------------------------------- | -------------------------------------------------- | -------------------------------------------------- |
| Книг и брошюр, печатных единиц                     | 60                                                 | 55                                                 | 71                                                 | 63                                                 | 63                                                 | 70                                                 | 56                                                 |
| Тираж, млн экз.                                    | 2,3                                                | 1,6233                                             | 1,652                                              | 1,9837                                             | 2,1442                                             | 2,5001                                             | 1,7555                                             |
| Печатных листов-оттисков, млн                      | н. д.                                              | 20,2426                                            | 21,0551                                            | 22,0587                                            | 23,6839                                            | 26,7681                                            | 22,8864                                            |